# 千切屋
千切屋(ちきりや)は中世から続く京都の和装業の老舗一門。弘治年間に西村与三右衛門貞喜が法衣店「千切屋」を開いたのが始まりとされ、三条衣棚町を中心に分家・別家を含め最盛期には100軒を超えるほど繁栄した。一門に共通する「西村家」は商家としては京都最古の家系とされる。

## 始祖
西村与三右衛門貞喜（1533-1604）は江州甲賀郡西村の里（滋賀県甲賀市水口）に生まれ、弘治年間（1555-1558）に京に上り、三条室町西入るの北側に店舗を設けて「千切屋」と称し、妻の実家が織物業であった縁から金襴袈裟法衣等の裂地の仕立て販売を始めた。本家である与三右衛門家は、江戸時代初期に烏丸饅頭屋町に転居した。

## 名の由来
工匠神人(神社に隷属した手工業者)だった遠祖が春日神社若宮祭事の時、興福寺衆徒の供進する千切花の台を毎年製作奉納していたと伝えられていることから、屋号を「千切屋」とし、千切台を上から見た四角形を3つ山型に配したものを紋とした。慣例として、分家・別家した一門にはこの紋を染めた布簾と千切台の図輻が本家より与えられた。

## 千切屋一門
一門系図によると主たる同族数十家を算し、そのほとんどが法衣を業とし、一部が両替と呉服を扱っていた。最盛期には百余軒を数えた一門も安永5年（1776年）には62軒となった。寛政元年（1789年）には、衣棚町33戸中、13戸を千切屋が占め、町内総人口の半数にあたる使用人の3分の2以上が千切屋一門の雇人だった。同町の千切屋の数は享和（1801年）の頃より減り始め、幕末の元治元年（1864年）には衣棚町33戸中千切屋一門は4戸に減少するが、町内使用人の大多数は千切屋の雇人だった。衣棚町より転居する者、法衣業から他に転ずる者も少なくないが、一門の結合は固く、一門の繁栄を目的に価格等の統制をする祇園講、機屋と仲買に対して西陣織の仕入・販売値段の決定をする春日講が設けられていた。

## 五色の辻
千切屋一門の繁栄ぶりを表すものに五色の辻がある。江戸時代、三条室町の辺りは千切屋百軒といって、千切屋一門の家々が並び、辻（十字路）の東南の角は「赤壁」、南西の角は「黄壁」、東北の角は「青壁」、西北の角は「黒白壁」の五色だったことから、こう呼ばれた。吉井勇の歌「洛中の 五色の辻に 家居して み祖の業を いまにつたふる」を刻んだ歌碑が三条室町の西北角に設置されている。

## 存続する千切屋

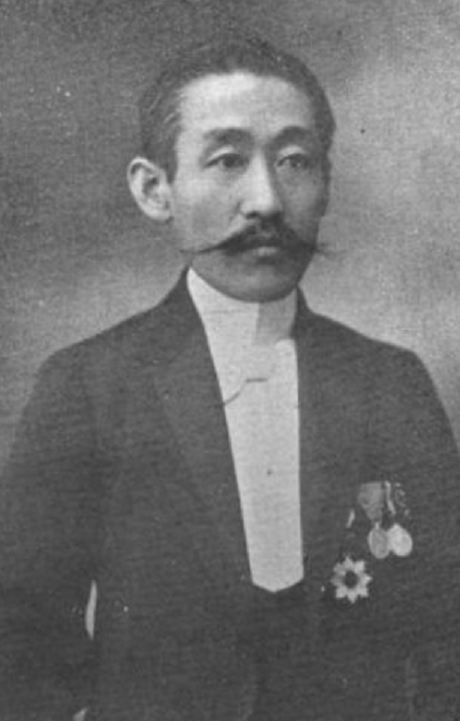
西村治兵衛14代　千治当主

本家の千切屋与三右衛門家は明治期に絶家となったが、以下の分家は現在も京都の和装産業の老舗として営業を続けている。
千切屋吉右衛門家(千吉)
本家与三右衛門家の4代目の子・貞利が分家して吉右衛門を代々名乗り　千切屋吉右衛門を略した「千吉（ちきち）」を社名とした。寛文５(1665)年から衣棚町に居を構えて法衣商として出発し、近年まで和装関係の会社として続いた。僧侶の衣服である法衣仕立販売の他に、西陣織の販売、問屋、また金融業を営んだ。2003年に和装関係の事業を停止、翌年以降は残された京町家を生かし「ちおん舎」という名称で各種催事向けの貸しスペース業を営んでいる。
千切屋治兵衛家（千治）
2代目与三右衛門から分家した玄貞の子・尚貞が治兵衛を名乗り、代々それを襲名し、千切屋治兵衛を略した「千治（ちじ）」を社名とした。現・千切屋治兵衞株式会社。京友禅呉服製造卸業を営んでいる。明治期の当主・西村治兵衛14代（1861-1910）は19歳で先代の養嫡子となり、若い頃より西陣織物商組合長や京都商工銀行副頭取などを皮切りに、京都商業会議所理事、京都染呉服商組合長、京都商工貯金銀行頭取、京都市常設勧業委員長、京都市教育委員長などを歴任、1900年には農商務省の依頼で絹物の海外販路調査のため欧米を視察、帰国後も京都商工会議所会頭など重役を歴任、1904年のセントルイス万国博覧会では織物審査官副議長を務め、1908年には衆議院議員となり、翌年渋沢栄一率いる渡米実業団に参加するなど精力的に活躍した。
千切屋惣左衛門家（千総）
2代目与三右衛門から分家した恵貞の子・直道が惣左衛門を名乗り、代々それを襲名し（惣のほか宗、総）、千切屋総左衛門を略した「千総（ちそう）」を社名とした。12代当主西村総左衛門が明治期に活躍し、繁栄した。

### その他
株式会社千切屋
千吉に10年勤めた初代秋山孫七が天保9年（1838年）に法衣悉皆業「千切屋」として千吉の隣に創業、大正期に四代幸助が法衣業専門に改め「千切屋秋山法衣店」とし、昭和30年頃に浄土宗総本山知恩院に用達として出入りを許されたことで浄土宗専門店となり、平成8年（1996年）年五代嘉兵衛が会社法人とした。
株式会社ちきりや（茶器製造・販売）
千吉の別家にて呉服商を営んでいた秋山覚兵衛が安政元年（1854年）に山城宇治銘茶の販売を手掛けたのが始まりで、昭和26年（1951年）に会社化した。
※なお、高倉三条の千切屋株式会社は享保10年（1725年）に裃、麻、風呂敷を商う店として創業し、1944年に長野商店から現社名に改名した会社で、同社の「千切」は本項の千切と異なり、織機に経糸をかける丸い心棒の横にある四角い具「ちきり」からきている
サクラクレパス
14代西村治兵衛の二男、西村齊次郎が1937年に社長に就任以降、西村俊一、西村貞一、西村彦四郎と、西村治兵衛家による経営が続いている。